# Vilopriu
Vilopriu és un municipi de la comarca del Baix Empordà, situat al nord-oest de la comarca en el límit amb les del Gironès i l'Alt Empordà. Inclou els pobles agregats de Gaüses i Pins i el nucli de Valldevià. Pins i Gaüses van ser agregats al municipi de Vilopriu el 1846.
Vilopriu té com a equipaments una piscina municipal i un dispensari, tot i que també hi ha dispensari a Gaüses.
El municipi té diverses esglésies: Sant Bartomeu, a Pins, 
Sant Mateu de Valldevià, a Valldevià; Santa Maria de Gaüses; Sant Roc, al mig del bosc de Gaüses; i la parroquial de Sant Pere, a Vilopriu. Can Ferrer Pagès és un altre dels llocs d'interés.

## Geografia
- Llista de topònims de Vilopriu (Orografia: muntanyes, serres, collades, indrets..; hidrografia: rius, fonts...; edificis: cases, masies, esglésies, etc).

| Entitat de població | Habitants (2023) |
| Vilopriu            | 93               |
| Valldevià           | 55               |
| Gaüses              | 46               |
| Pins                | 6                |
| Font: Idescat       |                  |

## Demografia
| 1497 | 1553 | 1787 | 1887 | 1900 | 1920 | 1950 | 1970 | 2010 | 2024 |
| 33   | 34   | 88   | 509  | 473  | 510  | 485  | 252  | 208  | 201  |

## Història

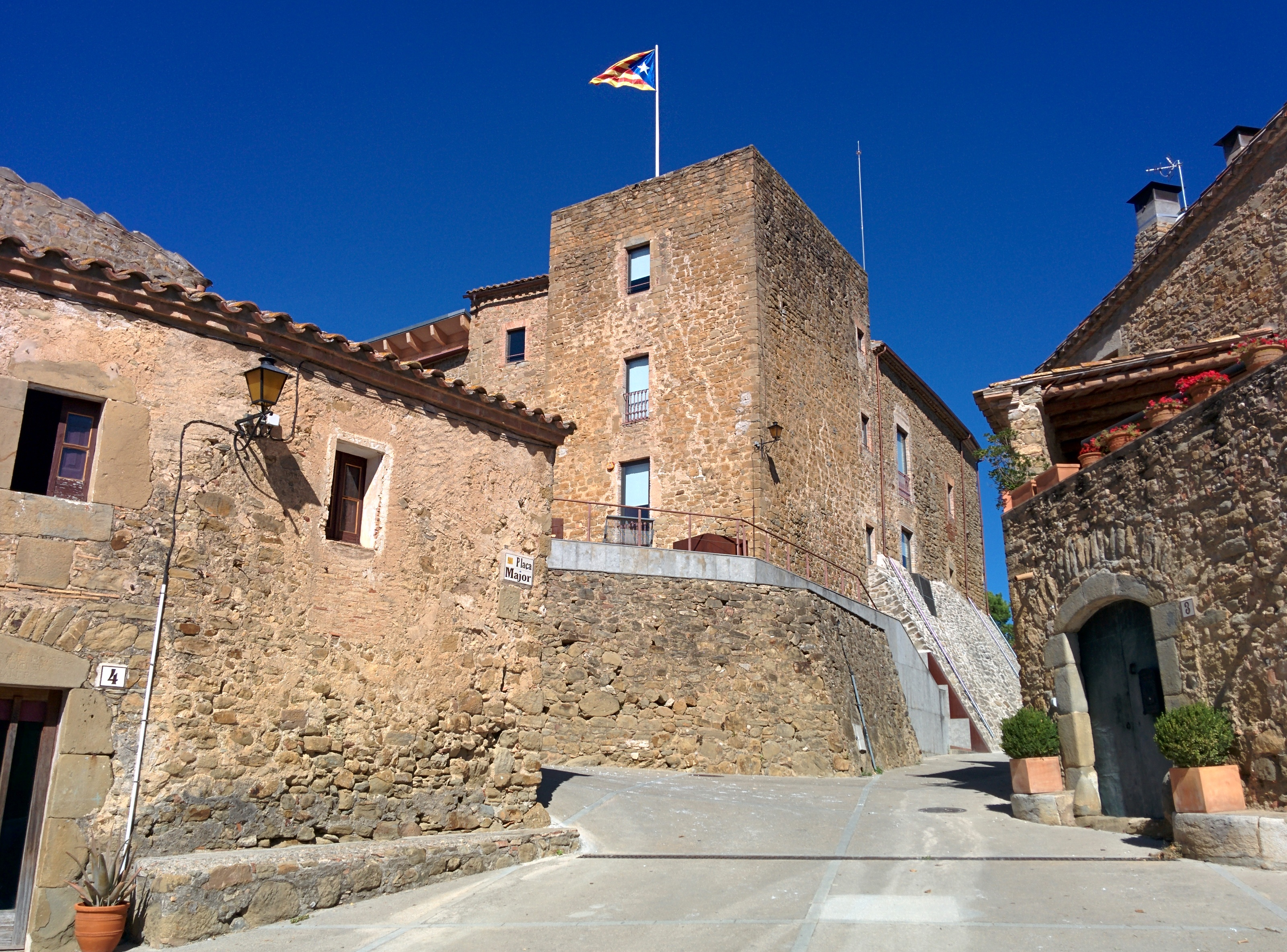
Castell de Vilopriu

La primera notícia escrita que tenim de Vilopriu (Villa Elpirici) apareix en un document del 959 en el que es relaciona com una de les possessions del bisbe d'Elna, Riculf.
Per un altre document de l'any 1216, sabem que el comte Hug IV d'Empúries manà edificar un nou castell a Vilopriu en el lloc on ja havia existit una antiga fortalesa. D'aquesta data n'és visible, entre altres restes, la torre de l'homenatge. Ben aviat el castell passà a mans dels Palol que era una família de llinatge fonamentalment militar. Els Palol posseïen també altres castells com el de Palol d'Onyar i el de Palol de Revardit que eren molt més importants, per això gairebé mai habitaren el de Vilopriu, hi tenien els masovers i també s'hi allotjà un cos de guàrdia.
A principis del segle xvi es cobrí el pati d'armes per construir-hi la sala major del castell de la que encara es poden veure en el mur de migdia, dues magnífiques finestres gòtiques geminades. Els descendents de la família Palol conservaren els drets sobre el castell, i sobre moltes de les terres, fins al segle xx, en què el castell passà a mans de l'ajuntament.
Trobem documentada la Parròquia de Sant Pere de Vilopriu l'any 1078. Molt probablement fou construïda a recés de l'antiga fortalesa. Altres documents posen de manifest l'extrema decadència que patí l'església durant segles degut a l'abandó de la noblesa que administrava el castell, la Pesta Negra que va assolar el territori el 1348 i les successives guerres, això provocà una molt precària situació dels seus feligresos sobretot durant els segles xiv i xv. No va ser fins al segle xvii, després de diverses guerres i altres calamitats que Vilopriu, com la majoria de poblacions del camp català, experimentà una notable revifalla de la que en són testimoni les llindes de diversos masos: Can Massot, Can Felip i Can Mallol, foren els més importants.
El rector Joan Rotllan emprengué la reforma del temple de Vilopriu l'any 1683 que no acabà fins al 1693. D'aquestes dates són també les pintures que han aparegut sota la decoració que es va fer al segle xviii per instal·lar-hi un magnífic retaule barroc que fou cremat al començament de la Guerra Civil.

## Economia
L'economia municipal es basa en una agricultura de secà dedicada als cereals i els farratges i en la cria de bestiar boví i porcí.

## Transports
Una carretera local l'uneix amb la GI-634 de Banyoles a L'Escala.